# Manuel Asín
Manuel Asín (Zaragoza, 1978) es un programador, editor, docente e investigador cinematográfico. 

## Biografía
Licenciado en Filología Hispánica por la Universidad de Zaragoza y en Comunicación Audiovisual por la Universidad Pompeu Fabra, tiene también un Diploma de Estudios Avanzados (DEA) por esta última universidad. 
Su trabajo como programador se desarrolla desde 2016 en el Cine Estudio del Círculo de Bellas Artes de Madrid, cuya Área de Cine coordina. En el Cine Estudio ha recibido a cineastas como Pedro Costa, Víctor Erice, Aki Kaurismäki, Apichatpong Weerasethakul, Rita Azevedo Gomes, Nobuhiro Suwa, Eugène Green, Jonás Trueba, Whit Stillman, Alejo Moguillansky, Laura Citarella, etc. En septiembre de 2023 el Cine Estudio del Círculo de Bellas Artes de Madrid fue distinguido por la European Film Academy como Treasure of European Film Culture. Desde noviembre de 2023 la sala forma parte de la red Europa Cinemas del Programa Media de la Agencia Europea.
Desde 2022 es Director Artístico del Festival Internacional de Cine Documental de Navarra Punto de Vista. Entre los cineastas y programadores recibidos como invitados: Mariano Llinás, Dominique Marchais, Peter Nestler, Ana Poliak, Pascale Bodet, Sharon Lockhart, Ignacio Agüero, Ali Essafi, Omar Berrada, Manuela Serra, Su Friedrich, Joël Akafou, etc.
Ha sido jurado internacional en festivales como FID Marseille, Cinéma du Réel, Doclisboa, International Kurzfilmmtage Winterthur, Festival Internacional de Cine de Gijón, Curtocircuito (Santiago de Compostela), Novos Cinemas (Pontevedra), Documenta Madrid y Filmadrid, entre otros.
Como programador independiente, ha comisariado ciclos para institucciones como Filmoteca Española, Museo Nacional Centro de Arte Reina Sofía, Centro de Cultura Contemporánea de Barcelona, Instituto Moreira Salles (Brasil), Festival de Cine Europeo de Sevilla, Tabakalera, CGAI-Filmoteca de Galicia, IVAC-Filmoteca de Valencia, Bilbao Arte, Museo de Bellas Artes de Bilbao, Zinebi, etc.
Ha publicado textos en revistas como Trafic, Blogs&Docs, El Viejo Topo o Caimán Cuadernos de Cine, donde es miembro del consejo de redacción. Es autor de la edición y los prólogos de dos libros en torno al cine de Jean-Marie Straub y Danièle Huillet: Escritos (2011) y Hacer la revolución es volver a colocar en su sitio cosas muy antiguas pero olvidadas (2016) así como de la edición de Contra el cine. Obras cinematográficas completas (1952-1978), de Guy Debord.
Entre 2010 y 2015 fue director de la distribuidora de cine y vídeo y editorial de DVDs y libros Intermedio. Recibió dos premios al Mejor Cofre de DVD editado en el mundo otorgado por Il Cinema Ritrovato y la Cineteca de Bologna (Pere Portabella. Obras. Works. Oeuvres, 2013; Vida en sombras de Llobet Gràcia + 22 películas, en colaboración con Filmoteca de Catalunya, 2019). También recibió premios anuales a la mejor edición de DVD en España por parte la revista Caimán en 2012, 2013 y 2014. Entre los autores editados: Chantal Akerman, Chris Marker, Jean-Luc Godard, Pere Portabella, Adolpho Arrieta, Paulino Viota, Jonas Mekas, etc.
Es profesor asociado en la Facultad de Comunicación de la Universidad Universidad Carlos III de Madrid e imparte docencia de manera regular en el master de la Elías Querejeta Zine Eskola /UPV (San Sebastián). También ha sido profesor visitante en la Maestría de Documental de la Escuela Internacional de Cine y Televisión de San Antonio de los Baños, Cuba (EICTV), en LAV (Madrid) y en el Master de Fotografía, Arte y Técnica de la Universitat Politècnica de Valencia. Ha sido tutor de las residencias de crítica y programación cinematográfica RAW (Márgenes y DocLisboa).
Sus realizaciones como cineasta incluyen el mediometraje Siete vigías y una torre (2005) y distintos cortos realizados para el Museo Oteiza.